# Jean le Rond d’Alembert
Jean le Rond d’Alembert (Párizs, 1717. november 16. – Párizs, 1783. október 29.) francia matematikus, mérnök, fizikus és filozófus. Az általa kidolgozott hullámegyenlet-módszert róla nevezték el. Egyike volt a korai francia enciklopédia, az Encyclopédie szerkesztőinek. Az enciklopédia matematikával foglalkozó részéért volt felelős.

## Gyerekkora
Párizsban született Claudine Guérin de Tencin írónő és Louis-Camus Destouches lovag törvénytelen gyermekeként. D’Alembert születésekor Destouches külföldön tartózkodott, anyja pedig pár nappal születése után a Saint-Jean-le-Rond de Paris templom lépcsőin hagyta. D’Alembert árvaházba került, de nem sokkal később egy üveges mester felesége örökbe fogadta. Jean le Rond taníttatását Destouches titokban fizette, 1726-ban bekövetkezett haláláig évi 1200 frank járadékot biztosított számára, de hivatalosan nem akarta elismerni apaságát. Jean le Rond-t először Daremberg néven anyakönyvezték, ezt később változtatta meg d’Alembert névre.

## Tanulmányok
D’Alembert először magániskolába járt. Tizenkét évesen a Quatre-Nations (Mazarin) janzenista iskolába íratták, ahol 1735-ig filozófiát, jogot és művészeteket tanult. A janzenisták egyházi pályafutás irányába terelgették, eltérítve őt az olyan foglalatosságoktól, mint a költészet vagy a matematika. A teológia azonban túlzottan tartalmatlan volt d’Alembert számára, így beiratkozott a jogi iskolába, amit 1738-ban elvégzett. A matematika és a jog mellett az orvostudomány is foglalkoztatta. 
1739 júliusában első cikkeit matematika tárgykörben jelentette meg rámutatva a tévedésekre, amiket Charles René Reynaud L’analyse démontrée címmel a Francia Akadémia számára írt munkájában fedezett fel. Akkoriban ez alapmű volt, amiből maga d’Alembert is tanult a matematika alapjainak elsajátítása során.
Második tudományos munkáját a folyadékok mechanikája tárgykörében jelentette meg 1740-ben Memoire sur le refraction des corps solides címmel, aminek jelentőségét Alexis Clairault is elismerte. Ebben a munkában d’Alembert teoretikusan elmagyarázza a fénytörés jelenségét. Szintén ekkor fedezte fel, amit ma d’Alembert-paradoxonnak hívnak: a magas belső súrlódású folyadékba merülő testre ható erők eredője megközelítőleg nulla.
Szintén ő alkotta meg a hányadoskritériumot, amelynek segítségével megállapítható, hogy egy numerikus sor konvergens-e.
Míg a matematikában és a fizikában jelentős lépéseket tett, d’Alembert ugyancsak ismert volt álláspontjáról a Croix ou Pile (Fej vagy írás) vitában, mely szerint annak valószínűsége, hogy az újból feldobott érme fej lesz, minden alkalommal nő, amikor írás jön ki. 
D’Alembert éveken át betegeskedett, halálát hólyagos betegség okozta. Miután nem volt hívő, d’Alembert-t jelöletlen tömegsírba temették.

## Enciklopédia
Csatlakozva Denis Diderot-hoz d’Alembert rengeteget dolgozott a korai francia enciklopédia, az Encyclopédie szerkesztésén.

## Emlékezete

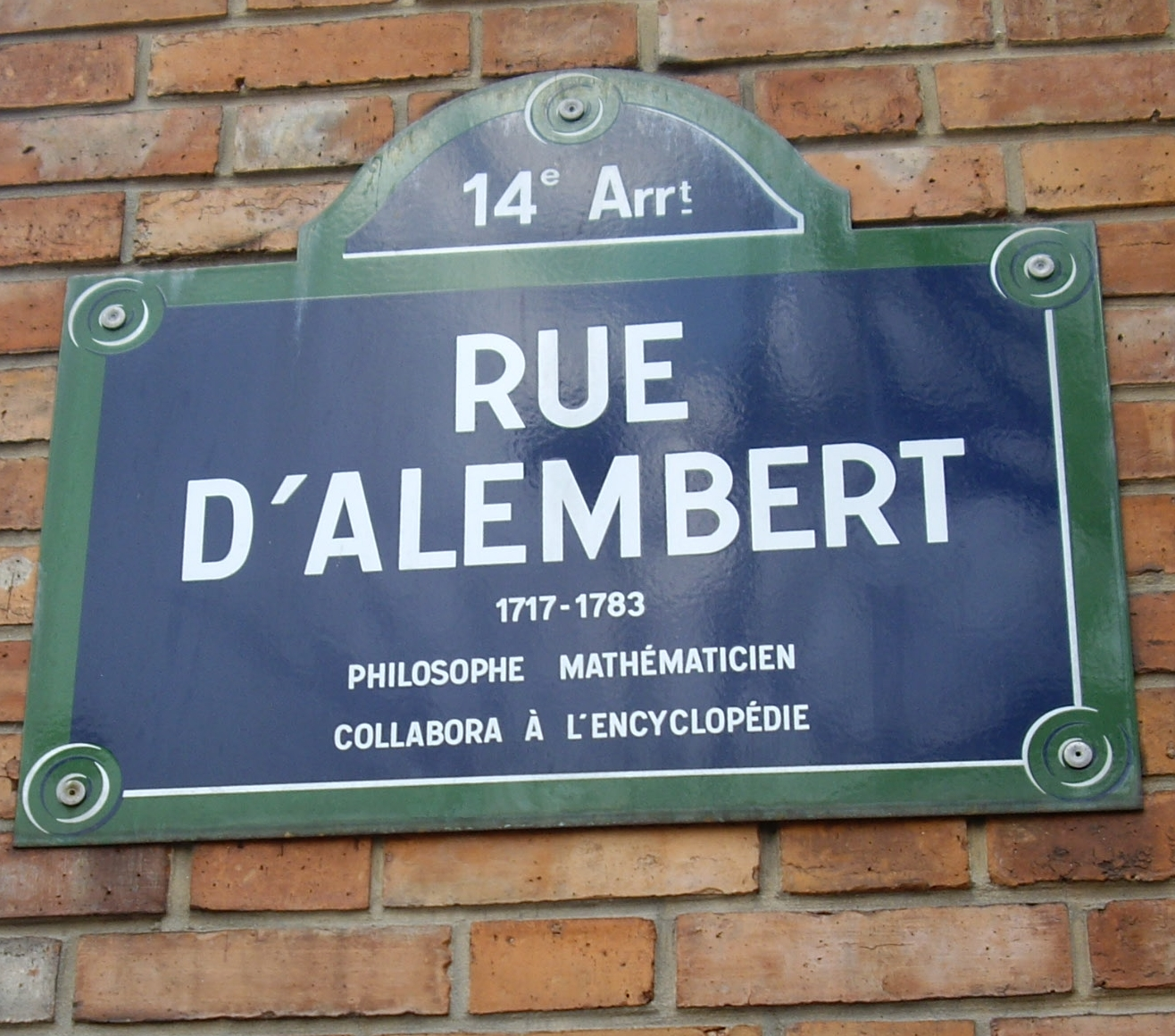
Jean le Rond d’Alembert emléktáblája Párizsban

Párizs XIV. kerületében utcát neveztek el róla és emléktábla is viseli ott a nevét. 

## Magyarul megjelent művei
- A zene szabadságáról; tan. Claude Dauphin, ford. Kovács Eszter, jegyz. Kovács Eszter, Hovánszki Mária; Gondolat, Bp., 2019 (Észlelet)